# Anatole de Bodinat
Anatole de Bodinat est un acteur français, né le 20 janvier 1972 à Lyon.
Spécialisé dans le doublage, il est entre autres la voix française régulière de James Franco, Eric Mabius et Matt Smith, ainsi qu'une des voix de Christian Camargo, Lee Pace, Robbie Amell et Penn Badgley. Il est également une des voix d'habillage de la chaîne télévisée TMC.

## Biographie
Anatole de Bodinat est le fils d'Henri de Bodinat et de Sylvaine de Thierry de Faletans.
Il a joué une cinquantaine de pièces de théâtre, Shakespeare, Claudel, Racine, Molière, Feydeau, O'Neil, Pinter, sous la direction de Carlotta Clerici, Anne Coutureau, Jean-Luc Jeener, Yvan Garouel, M. Bierry, Mitch Hooper. Il a tourné au cinéma sous la direction de Richard Bohringer, Nicole Garcia, Bertrand Tavernier et de Jacques Malaterre à la télévision.

## Théâtre
- 2000-2001 : L'Aiglon d'Edmond Rostand, mise en scène par Marion Bierry, Le Trianon
- 2003-2004 : Tête d'or de Paul Claudel, mise en scène par Yvan Garouel, Théâtre du Nord-Ouest
- 2004-2008 : La main passe de Georges Feydeau, mise en scène par Mitch Hooper, Théâtre Michel, Théâtre Mouffetard, Théâtre du Nord-Ouest
- 2005-2006 : La Tour Eiffel qui tue de Guillaume Hanoteau, Jean Marsan et Georges van Parys, mise en scène par Philippe Carle-Empereur et David Margonstern, Théâtre du Gymnase Marie-Bell (comédie musicale)
- 2006 : Jouer avec le feu d'August Strindberg, mise en scène par Carlotta Clerici, Aktéon Théâtre
- 2007-2009 : Le Monte-plats d'Harold Pinter, mise en scène par Mitch Hooper, Théâtre Essaïon
- 2009-2011 : Trahisons de Harold Pinter, mise en scène par Mitch Hooper, Théâtre du Lucernaire
- 2013 : Only Connect de Mitch Hooper, mise en scène par l'auteur, Théâtre Jean-Vilar
- 2015 : Marie Tudor de Victor Hugo, mise en scène par Philippe Calvario, La Pépinière Théâtre
- 2019 : Platonov d'Anton Tchekhov, mise en scène par Patrice Lecadre, Théâtre du Nord-Ouest

## Filmographie

### Cinéma
- 2007 : Les Glycines de Jérémie Schellaert : Jean (court-métrage)
- 2010 : Après la pluie de Jérémie Schellaert : Philippe (court-métrage)
- 2010 : La Princesse de Montpensier de Bertrand Tavernier : Joyeuse

### Télévision

#### Téléfilms
- 2011 : Carmen de Jacques Malaterre : Guy
- 2012 : Tout est bon dans le cochon de David Delrieux : Martin

#### Séries télévisées
- 2008 : Femmes de loi : le médecin légiste (3 épisodes)
- 2009 : Ce jour-là, tout a changé : le prince de Condé (épisode : L'Assassinat d'Henri IV)
- 2009 : Adresse inconnue : Julien Brémont (épisode : Quelques jours)
- 2009 : Avocats et Associés : Arnaud Montberge (épisode : Impunité)
- 2010 : Profilage : Simon (épisode : De l'autre côté du miroir)
- 2013 : Les Limiers : Mickaël Lormont (épisode : Fugitive )

## Doublage

### Cinéma

#### Films
- James Franco[2] dans (22 films) :
  - Mange, prie, aime (2010) : David Piccolo
  - The Green Hornet (2011) : Danny Clear
  - La Planète des singes : Les Origines (2011) : Will Rodman
  - Spring Breakers (2013) : Alien
  - Le Monde fantastique d'Oz (2013) : Oscar Diggs
  - C'est la fin (2013) : James Franco[n 1]
  - Veronica Mars (2014) : James Franco[n 1]
  - Palo Alto (2014) : M. B.
  - La Planète des singes : L'Affrontement (2014) : Will Rodman (caméo vidéographique)
  - L'Interview qui tue ! (2014) : David « Dave » Skylark
  - Wild Horses (2015) : Ben Briggs
  - The Night Before: Secret Party (2015) : James Franco[n 1]
  - Les Insoumis (2016) : Mac
  - Goat (2016) : Mitch
  - The Boyfriend : Pourquoi lui ? (2017) : Laird Mayhew
  - Alien: Covenant (2017) : Jacob Branson, le capitaine du Covenant
  - The Vault (2017) : Ed Maas
  - Future World (2018) : Warlord
  - Kin : Le Commencement (2018) : Taylor
  - La Ballade de Buster Scruggs (2018) : le cowboy
  - Zeroville (2019) : Jerome Vikar
  - Largo Winch : Le Prix de l'argent (2024) : Ezio Burntwood

- Robbie Amell dans (7 films) :
  - DUFF : Le faire-valoir (2015) : Wesley « Wes » Rush
  - The Babysitter (2017) : Max
  - Code 8 (2019) : Connor Reed
  - Desperados (2020) : Jared Sterling
  - The Babysitter: Killer Queen (2020) : Max
  - Resident Evil : Bienvenue à Raccoon City (2021) : Chris Redfield
  - Code 8 : Partie II (2024) : Connor Reed

- Rupert Friend dans (6 films) :
  - Hitman: Agent 47 (2015) : Agent 47
  - La Mort de Staline (2017) : Vassili Djougachvili
  - L'Ombre d'Emily (2018) : Dennis Nylon
  - At Eternity's Gate (2018) : Théo Van Gogh
  - The French Dispatch (2021) : le sergent instructeur
  - The American Society of Magical Negroes (2024) : Mick

- Lee Pace[2] dans (5 films) :
  - The Fall (2006) : Roy Walker
  - Le Hobbit : La Désolation de Smaug (2013) : Thranduil
  - Le Hobbit : La Bataille des Cinq Armées (2014) : Thranduil
  - The Program (2015) : Bill Stapleton
  - Driven (2018) : John DeLorean

- Sam Claflin dans (5 films) :
  - Avant toi (2016) : William Traynor
  - The Corrupted (en) (2019) : Liam McDonagh
  - Love Wedding Repeat (2020) : Jack
  - Enola Holmes (2020) : Mycroft Holmes
  - Every Breath You Take (2021) : James Flagg / Eric Dalton

- Timothy Olyphant dans (4 films) :
  - Ma vie sans lui (2006) : Fritz
  - Snowden (2016) : Matt
  - Once Upon a Time… in Hollywood (2019) : James Stacy
  - Ravage (2025) : Vincent

- Matt Smith dans (4 films) :
  - Lost River (2014) : Bully
  - His House (2020) : Mark
  - Last Night in Soho (2021) : Jack jeune
  - The Forgiven (2021) : Richard Galloway

- Penn Badgley dans :
  - Easy Girl (2010) : Todd
  - The Birthday Cake (2021) : Peeno
  - Here Today (en) (2021) : Rex

- Mark Chao dans :
  - Détective Dee 2 : La Légende du dragon des mers (2014) : Dee Renjie
  - The Warriors Gate (2017) : Zhao
  - Détective Dee 3 : La Légende des rois célestes (2018) : Dee Renjie

- Logan Marshall-Green dans :
  - Madame Bovary (2014[n 2]) : le Marquis d'Andervilliers
  - L'Intrusion (2021) : Henry Parsons
  - Carry-On (2024) : l'agent Alcott

- Édgar Ramírez dans :
  - Gold (2016) : Michael Acosta
  - The Last Days of American Crime (2020) : Graham Bricke
  - Yes Day (2021) : Carlos Torres

- Michele Morrone dans :
  - 365 Jours (2020) : Massimo Torricelli
  - 365 Jours : Au lendemain (2022) : Massimo / Adriano Torricelli
  - 365 Jours : L'Année d'après (2022) : Massimo / Adriano Torricelli

- Tony Hale dans :
  - Hocus Pocus 2 (2022) : le maire Jefry Traske
  - Quiz Lady (en) (2023) : Ben Franklin
  - Une femme en jeu (2023) : Ed Burke

- Theo James dans :
  - Vous allez rencontrer un bel et sombre inconnu (2010) : Ray Richards
  - Archive (2020) : George Almore

- Russell Brand dans :
  - American Trip (2010) : Aldous Snow
  - Mort sur le Nil (2022) : Dr Windlesham

- Christian Camargo[2] dans :
  - Twilight, chapitre IV : Révélation, 1re partie (2011) : Eleazar
  - Twilight, chapitre V : Révélation, 2e partie (2012) : Eleazar

- Rob Riggle dans :
  - 21 Jump Street (2012) : M. Walters
  - 22 Jump Street (2014) : M. Walters

- Victor Webster dans :
  - Le Roi Scorpion 3 : L'Œil des dieux (2012) : Mathayus, le Roi Scorpion
  - Le Roi Scorpion 4 : La Quête du pouvoir (2015) : Mathayus, le Roi Scorpion

- Christopher Denham dans :
  - The Bay (2012) : Sam
  - DogMan (2023) : Ackerman

- Daniel Brühl dans : 
  - Le Cinquième Pouvoir (2013) : Daniel Domscheit-Berg
  - The Cloverfield Paradox (2018) : Schmidt

- Eoin Macken dans :
  - The Forest (2016) : Rob
  - Resident Evil : Chapitre final (2017) : Doc

- Emun Elliott dans : 
  - 6 Days (2017) : Roy
  - The King's Man : Première Mission (2021) : le sergent-major

- Theo Rossi dans : 
  - La Morsure du crotale (2019) : Billy
  - Vendetta (2022) : Rory Fetter

- Fernando Guallar (es) dans :
  - Une catastrophe n'arrive jamais seule (es) (2019) : Victor
  - L'amour au pied du mur (es) (2024) : David

- Jack Cutmore-Scott dans :
  - Tenet (2020) : Klaus
  - Oppenheimer (2023) : Lyall Johnson

- Kıvanç Tatlıtuğ dans :
  - Le Festival des troubadours (tr) (2022) : Yusuf, l'avocat
  - Dernier appel pour Istanbul (tr) (2023) : Mehmet

- Andrew Scott dans :
  - Le Livre de Catherine (en) (2022) : Sir Rollo
  - Sans jamais nous connaître (2023) : Adam

- Enrique Arce dans :
  - Sayen (es) (2023) : Máximo Torres
  - Sayen : La Route asséchée (2023) : Máximo Torres

- Jonathan Bailey dans :
  - Wicked (2024) : Fiyero Tigelaar (dialogues)
  - Jurassic World : Renaissance (2025) : Dr Henry Loomis

- 1950[3] : Winchester '73 : Wesley (Steve Brodie)
- 1961[4] : Snow White and the Three Stooges : ? ( ? )
- 2002 : Yossi et Jagger : Ophir (Assi Cohen (en))
- 2005 : Kingdom of Heaven : Balian (Orlando Bloom[5])
- 2005 : Petites Confidences (à ma psy) : David Bloomberg (Bryan Greenberg)
- 2006 : Admis à tout prix : Maurice / The Ringers (Joe Hursley (en))
- 2006 : Déjà vu : Alan [Qui ?]
- 2007 : Lettre ouverte à Jane Austen : Grigg Harris (Hugh Dancy)
- 2007 : Skinwalkers : Varek (Jason Behr[6])
- 2008 : Berlin Calling : Ickarus (Paul Kalkbrenner)
- 2008 : Un jour, peut-être : Kevin (Marc Bonan)
- 2009 : Blood: The Last Vampire : Luke (J. J. Feild)
- 2009 : Bright Star : John Reynolds (Samuel Roukin (en))
- 2009 : Avatar : un technicien d'Avatar de la salle ambiante (Luke Hawker)
- 2010 : All the Boys Love Mandy Lane : Garth (Anson Mount)
- 2010 : Alice au pays des merveilles : Lowel (John Hopkins)
- 2011 : Minuit à Paris : F. Scott Fitzgerald (Tom Hiddleston)
- 2011 : Chiens de paille : Norman (Rhys Coiro)
- 2011 : Pirates des Caraïbes : La Fontaine de Jouvence : un pirate du Queen Anne's Revenge [Qui ?]
- 2011 : Terraferma : Nino (Beppe Fiorello (it))
- 2012 : Des saumons dans le désert : le capitaine Robert Mayers (Tom Mison)
- 2012 : To Rome with Love : le responsable de la sécurité de l'hôtel (Antonino Bruschetta (it))
- 2013 : Le Majordome : le révérend James Lawson (Jesse Williams)
- 2013 : 42 : Dixie Walker (Ryan Merriman)
- 2013 : Old Boy : Dr Tom Melby (James Ransone)
- 2013 : Real : M. Sawano (Joe Odagiri)
- 2013 : Closed Circuit : Farroukh Erdogan (Denis Moschitto)
- 2014 : Les Sorcières de Zugarramurdi : José (Hugo Silva)
- 2014 : Catacombes : George (Ben Feldman)
- 2014 : Salsa Fury : Gary (Rory Kinnear)
- 2014 : The Salvation : Delarue (Jeffrey Dean Morgan)
- 2015 : Hacker : Chen Dawai (Wang Lee-hom)
- 2015 : We Are Your Friends : Paige (Jon Bernthal)
- 2015 : Père et Fille : John (Ryan Eggold)
- 2015 : Ma mère et moi : Ben (Billy Magnussen)
- 2015 : Je t'aime à l'italienne : Raf (Giulio Berruti)
- 2015 : Le Dernier Loup : Bao Shunghi (Yin Zhusheng)
- 2016 : 13 Hours : Scott Wickland (David Giuntoli)
- 2016 : Tigre et Dragon 2 : Wei-Fang (Harry Shum Jr.)
- 2017 : D'abord, ils ont tué mon père : Pa Ung (Kompheak Phoeung)
- 2018 : Super Troopers 2 (en) : Podien (Hayes MacArthur (en))
- 2018 : First Man : Le Premier Homme sur la Lune : David Scott (Christopher Abbott)
- 2018 : Bohemian Rhapsody : Brian May (Gwilym Lee)
- 2018 : Peterloo : John Johnston (Johnny Byrom)
- 2018 : Colette : Schwob (Al Weaver)
- 2018 : Mirage : David Ortiz (Álvaro Morte)
- 2019 : Opération Brothers : Jacob « Jake » Wolf (Michiel Huisman)
- 2019 : Ça : Chapitre 2 : Tom Rogan (Will Beinbrink)
- 2019 : Dans les yeux d'Enzo : Tony (Andres Joseph)
- 2019 : Papicha : Slimane (Amine Mentseur)
- 2020 : Adopt a Highway : Jackson Symms (Ethan Hawke)
- 2020 : French Exit : Tom (Daniel DiTomasso)
- 2021 : Palmer : Tommy Coles (Jesse C. Boyd)
- 2021 : Security (it) : Stefano Tommasi (Silvio Muccino)
- 2021 : A Classic Horror Story : Riccardo (Peppino Mazzotta)
- 2021 : Un after mortel : Howard « Howie » Garcia (Adam Garcia)
- 2021 : Macbeth : le soldat (Chander Daya)
- 2021 : Le Terreau de la colère (de) : Rainer (Hanno Koffler)
- 2022 : Father Stu : l'homme au bar (Niko Nicotera (en))
- 2022 : Quatre moitiés : Matteo (Matteo Martari (it))
- 2022 : Carter : Carter Lee (Joo Won)
- 2022 : Blonde : Edward G. « Eddy » Robinson Jr. (Evan Williams)
- 2022 : Decision to Leave : Jang Hae-joon (Park Hae-il)
- 2022 : Les Lignes courbes de Dieu : César Arellano (Javier Beltrán)
- 2023 : Missing : Disparition inquiétante : l'agent Elijah Park (Daniel Henney)
- 2023 : Infiesto (es) : El Demono (José Manuel Poga)
- 2023 : Ce sera toi (es) : Roberto (Gorka Otxoa (es))
- 2023 : Le Challenge : Gary (Ebon Moss-Bachrach)
- 2023 : Reines en fuite : Esteban (Arturo Barba (es))
- 2023 : Equalizer 3 : Gio Bonucci (Eugenio Mastrandrea (it))
- 2023 : Un jour et demi : Artan Kelmendi (Alexej Manvelov)
- 2023 : BlackBerry : Douglas Fregin (Matt Johnson)
- 2023 : Follow dead : Bryce (Justin Long)
- 2023 : Rebel Moon - Partie 1 : Enfant du feu : ? (?)
- 2023 : Puppy Love (en) : Hunter Fosterini (Al Miro)
- 2024 : Je m'appelle Loh Kiwan : Yoon-seong (Jo Han-chul)
- 2024 : Irish Wish : Paul Kennedy (Alexander Vlahos)
- 2024 : Dans le terrier du lapin blanc (it) : Chichilkuali (Alfredo Gatica (es))
- 2024 : Brothers : Glenn (Joshua Mikel)
- 2024 : Queer : John Durne (Drew Droege)
- 2024 : The Great Lillian Hall (en) : ? (?)

#### Films d'animation
- 2002 : Saiyuki Requiem : Sha Gojyo
- 2005 : Madagascar : voix additionnelles
- 2009 : Blood: The Last Vampire : Luke
- 2009[7] : Evangelion: 2.0 You Can (Not) Advance : Ryôji Kaji
- 2012 : Les Pirates ! Bons à rien, mauvais en tout : Black Bellamy[8]
- 2016 : Kingsglaive: Final Fantasy XV : Noctis Lucis Caelum
- 2017 : Vixen: The Movie : le professeur Macalester
- 2018 : Les Indestructibles 2 : Helectrix[9]
- 2019 : The End of Evangelion : Ryôji Kaji
- 2019 : Le Parc des merveilles : Mr Bailey, le père de June[10]
- 2019 : Les Enfants du Temps : l'inspecteur Takaï
- 2019 : UglyDolls : Lucky Bat[11]
- 2020[12] : Demon Slayer: Kimetsu no Yaiba - Le film : Le train de l'Infini : Enmu
- 2021 : Evangelion: 3.0+1.0 Thrice Upon a Time : Ryôji Kaji
- 2021 : Bright: Samurai Soul : Izo[13]
- 2023 : Il était une fois un studio : Timon et Robin des Bois (court métrage)
- 2024 : Anzu, chat-fantôme : Anzu

### Télévision

#### Téléfilms
- Andrew W. Walker dans (18 téléfilms) : 
  - Les Prisonnières (2015) : Evan Crowder
  - Amour à la carte (2016) : Clay Hart
  - Noël à pile ou face (2016) : Stuart Fischer
  - Coup de foudre avec une star (2016) : Vincent Walsh
  - La Saison du coup de foudre (2017) : Chase
  - Croquer la pomme d'amour (2017) : Joe Wainright
  - Coup de foudre chez le Père Noël (2017) : Kevin Jenner
  - Associée avec mon ex (2018) : Jeff Winslow
  - Les biscuits préférés du Père Noël (2018) : Matthew Gilbert
  - Mon amoureux secret (2018) : Seth Anderson
  - Un coup de foudre malgré eux (2019) : Nick Everson
  - Une romance de Noël en sucre d'orge (2019) : Gabe Carter
  - La fiancée de Noël (2019) : Zach Callahan
  - Un associé à croquer (2020) : Dex Walters
  - Coup de foudre dans l'allée des sapins (2020) : Nate Williams
  - Une New-Yorkaise à la ferme (2021) : Jack West
  - Noël à Maple Valley (2022) : Aaron Davenport
  - Trois frères, Noël et un couffin (2022) : Luke

- Eric Mabius dans (14 téléfilms) :
  - La Course au mariage (2006) : Ben
  - L'Amour en 8 leçons (2012) : Harold White
  - Le Rôle de sa vie (2013) : Wayne
  - La Lettre de Kelly (2013) : Oliver O'Toole
  - La Lettre au Père Noël (2014) : Oliver O'Toole
  - La Lettre de Holly (2015) : Oliver O'Toole
  - Vous avez un message : Une Saint-Valentin pas comme les autres (2016) : Oliver O'Toole
  - Vous avez un message : Amis ou amants ? (2016) : Oliver O'Toole
  - Vous avez un message : un héritage inattendu (2017) : Oliver O'Toole
  - Vous avez un message : Comme un ouragan... (2017) : Oliver O'Toole
  - Vous avez un message : En route vers le mariage (2018) : Oliver O'Toole
  - Destination Noël (2018) : Gage McBride
  - Une histoire d'amour à Noël (2019) : Liam Clark
  - La lettre perdue (2021) : Oliver O'Toole

- Wes Brown dans (12 téléfilms) : 
  - Le Mariage de ses rêves (2014) : Alex Blackwell
  - L'héritage de Noël (2016) : Jake
  - Une étrange baby-sitter (2017) : Ben
  - Noël dans tes bras (2017) : Mike
  - Noël sur la route de Memphis (2018) : Clay
  - Coup de foudre au ranch (2018) : Josh
  - Mes beaux-parents, mon mariage et moi (2019) : Clay
  - Ensemble à Noël (2019) : Ryan Mason
  - 100% Compatibles (2019) : Devin Knight
  - Un drôle de Noël (2020) : Gavin Chase
  - Sous le soleil de Pecan Hill (2021) : J.P. Milligan
  - Noël entre sœurs (2021) : Liam

- Brant Daugherty dans (8 téléfilms) : 
  - L'Emprise du gourou (2015) : Daniel
  - Danger sur le campus (2016) : Brady Faris
  - Coup de foudre par erreur (2016) : Chas Hunter
  - Un fiancé à louer pour Noël (2018) : Jeff Scanlon
  - Au secours je suis dans un film de Noël ! (2019) : Paul
  - Un amour de boulanger (2021) : Matt Duval
  - Un amour de bodyguard (2022) : Grady Beck
  - #JoyeuxNoël (2022) : Max

- Marc Benjamin Puch (de) dans :
  - Formule zéro calorie (2016) : Fechner
  - Le Prix de l'amour (2016) : Freddy
  - Bébés surprises (2018) : Knut Reinecke

- Evan Williams dans :
  - Le Charme de Noël (2019) : Fisher Dougherty
  - Happy New Love (2020) : Jack Russo
  - Christmas Takes Flight (2021) : Matt Hansen

- Wyatt Nash (en) dans : 
  - Frissons d'amour (2015) : Ryan Kelly
  - Frissons d'amour 2 (2016) : Ryan Kelly

- James Franco dans : 
  - Sexe, mensonges et vampires (2016) : le réalisateur
  - Du rêve au cauchemar (2017) : Rick Winters

- Jack Turner dans : 
  - La talentueuse Mademoiselle Cooper (2016) : le prince Colin
  - Coup de foudre sous la neige (2018) : Ben

- Jeremy Guilbaut (en) dans :
  - Destination mariage (2017) : Greg Mount
  - Mariage chez mon ex (2017) : Payton Ellis

- 1994 : Deep Red : Joe Keyes (Michael Biehn)
- 1994 : Charlie & Louise : Wolf Palfy (Heiner Lauterbach)
- 2002 : Le Visiteur de Noël : John Boyajian (Aaron Ashmore)
- 2004 : Salem : un infirmier (Christopher Kirby)
- 2010 : Mon ex-futur mari : Evan Slauson (Teddy Sears)
- 2012 : Sandra Chase : Une innocente en prison : Robbie Chase (Derek Ray)
- 2012 : Just Like a Woman : George (Tim Guinee)
- 2013 : La Maison des souvenirs : Everett (Justin Bruening)
- 2013 : Ma sœur, mon pire cauchemar : Phil Martin (Matthew Settle)
- 2013 : Jalousie maladive : Travis Alexander (Jesse Lee Soffer)
- 2014 : L'Écho du mensonge : Steve Dawson (Jefferson Brown)
- 2014 : Mensonges et trahisons : Jonathan (Hal Ozsan)
- 2014 : La Cerise sur le gâteau de mariage : Michael Gelbart (Jared Ward)
- 2015 : Juste à temps pour Noël : Jason Stewart (Michael Stahl-David)
- 2015 : Un baby-sitting pour deux : Alex (Travis Van Winkle)
- 2015 : Les Mariés de Noël : Eddie Chapman (Christopher Russell)
- 2015 : L'Assistant du père Noël : Dax (Michael Mizanin)
- 2016 : French Romance : Jean Luc (Jocelin Haas)
- 2016 : Trouver l'amour à Valentine : Derek Sterling (Diogo Morgado)
- 2016 : Les Femmes de sa vie : Roman (August Wittgenstein)
- 2016 : Une carte pour dire je t'aime : Will Harrington (Casey Manderson)
- 2016 : Cruelles amitiés : le professeur Kent (Jordan James Smith)
- 2017 : Ta famille m'appartient : Mitch (Tyler Christopher)
- 2017 : 30 jours pour se marier : Robert (Steve Baran)
- 2018 : Les diamants de Noël : Carson (Franco Lo Presti)
- 2018 : Marions-nous à Noël ! : Carter (Colton Little)
- 2018 : Intensive Care : Grégory (Eddie Matos)
- 2019 : Je t'aime à te tuer ! : Rafael (Jeremy John Wells)
- 2019 : La gloire ou l'amour : Mitchell Sims (Daniel Stine)
- 2019 : Poursuis tes rêves : Une fête inoubliable : Ramiro (Gaston Ricaud)
- 2020 : Amoureux pour toujours : Sam Benson (Dominic Rains)
- 2021 : La valse de Noël : Roman Davidoff (Will Kemp)
- 2022 : Trahie par ma meilleure amie : Lee Fellers (Jean Paul Najm)

#### Séries télévisées
- Hal Ozsan dans (5 séries) :
  - Kyle XY (2009) : Michael Cassidy (saison 3)
  - Supernatural (2009) : Patrick (saison 5, épisode 7)
  - 90210 Beverly Hills : Nouvelle Génération (2010-2011) : Miles Cannon (12 épisodes)
  - Mentalist (2013) : Harry Clarkson (saison 5, épisode 11)
  - Magnum (2018) : Jack Chandler (saison 1, épisode 4)
  - NCIS : Nouvelle-Orléans (2019-2020) : Ryan Porter (7 épisodes)

- Daniel Henney dans (5 séries) :
  - Three Rivers (2009-2010) : Dr David Lee (13 épisodes)
  - Hawaii 5-0 (2012-2013) : Michael Noshimuri (3 épisodes)
  - Esprits criminels (2015-2020) : Matt Simmons (49 épisodes)
  - Esprits criminels : Unité sans frontières (2016-2017) : l'agent spécial Matt Simmons (26 épisodes)
  - La Roue du temps (2021-2025) : Mandragoran al'Lan (24 épisodes)

- Robbie Amell dans (5 séries) :
  - The Tomorrow People (2013-2014) : Stephen Jameson
  - Flash (2014-2015) : Ronnie Raymond / Firestorm
  - X-Files : Aux frontières du réel (2016-2018) : l'agent Miller (saison 10)
  - Upload (depuis 2020) : Nathan Brown
  - The Witcher (2023) : Gallatin (saison 3)

- Ignacio Serricchio dans (4 séries) :
  - Ghost Whisperer (2007-2008) : Gabriel Lawrence
  - Privileged (2008-2009) : Luis
  - Les Feux de l'amour (2012-2014) : Alejandro Chavez
  - Perdus dans l'espace (2018-2021) : Don West

- Luke Kirby dans (4 séries) :
  - Tell Me You Love Me (2007) : Hugo
  - Rectify (2013-2016) : Jon Stern
  - Les Chroniques de San Francisco (2019) : Tommy
  - The Twilight Zone : La Quatrième Dimension (2019) : Dylan

- Maximino « Max » Arciniega dans (4 séries) :
  - Breaking Bad (2008) : Domingo Gallardo « Krazy-8 » Molina (saison 1, épisodes 1 à 3)
  - Castle (2013) : Billy Bash (saison 5, épisode 7)
  - Grimm (2014) : Diego Hoyos (saison 4, épisode 8)
  - Better Call Saul (2016-2020) : Domingo Gallardo « Krazy-8 » Molina (invité, saisons 2 à 5)

- Santiago Cabrera dans (4 séries) :
  - The Musketeers (2014-2016) : Aramis (30 épisodes)
  - Salvation (2017-2018) : Darius Tanz (26 épisodes)
  - The Flight Attendant (2022) : Marco (saison 2)
  - La Terre des femmes (2024) : Amat

- Dominic Rains (en) dans (4 séries) :
  - Marvel : Les Agents du SHIELD (2017-2018) : Kasius (saison 5)
  - Chicago Police Department (2019) : Dr Crockett Marcel (saison 7, épisode 4)
  - Chicago Fire (2019-2021) : Dr Crockett Marcel (saison 8, épisode 4 puis saison 10, épisodes 1 et 6)
  - Chicago Med (depuis 2019) : Dr Crockett Marcel

- Victor Webster dans :
  - Charmed (2006) : Coop
  - Melrose Place : Nouvelle Génération (2009) : Caleb Brewer
  - Drop Dead Diva (2011) : Gary Rice

- Johnny Whitworth dans :
  - Les Experts : Miami (2006-2010) : l'inspecteur Jake Berkeley
  - Les 100 (2014-2015) : Cage Wallace
  - Colony (2017) : Salomon

- Eric Mabius dans :
  - Ugly Betty (2006-2010) : Daniel Meade (85 épisodes)
  - Scandal (2013) : Peter Caldwell (saison 2, épisode 15)
  - Chicago Fire (2015) : Jack Nesbitt (7 épisodes)

- Christian Camargo dans :
  - Dexter (2006-2011) : Rudy Cooper / Brian Moser (saisons 1 et 2, invité saison 6)
  - Mentalist (2011) : Henry Tibbs (saison 4, épisode 4)
  - House of Cards (2015) : Michael Corrigan (saison 3, épisodes 4 et 6)

- Penn Badgley dans :
  - Gossip Girl (2007-2012) : Daniel « Dan » Humphrey (121 épisodes)
  - The Slap (2015) : Jamie (mini-série)
  - You (depuis 2018) : Joseph « Joe » Goldberg / « Will Bettelheim »

- Mark-Paul Gosselaar dans :
  - John from Cincinnati (2007) : Jake Ferris
  - Pitch (2016) : Michael « Mike » Lawson
  - The Passage (2019) : Brad Wolgast

- Theo James dans :
  - Downton Abbey (2010) : Kemal Pamuk (saison 1, épisode 3)
  - The White Lotus (2022) : Cameron Sullivan (saison 2)
  - The Time Traveler's Wife (2022) : Henry DeTamble

- Mike Vogel dans :
  - Under the Dome (2013-2015) : Dale « Barbie » Barbara
  - The Brave (2017-2018) : le capitaine Adam Dalton, ancien Delta Force
  - American Horror Story (2021) : John Fitzgerald Kennedy (saison 10, deuxième partie)

- Daniel DiTomasso dans : 
  - Witches of East End (2013-2014) : Killian Gardiner (23 épisodes)
  - Chicago Fire (2018) : Zach Torbett (saison 6)
  - La République de Sarah (2021) : Weston Woods (5 épisodes)

- Kieran Bew dans :
  - Da Vinci's Demons (2014-2015) : Alfonso
  - Beowulf : Retour dans les Shieldlands (2017) : Beowulf
  - Rellik (2017) : Mike Sutherland (mini-série)

- Édgar Ramírez dans :
  - American Crime Story (2018) : Gianni Versace (saison 2)
  - Florida Man (2023) : Mike Valentine (mini-série)
  - Wolf Like Me (2023) : Anton (saison 2, épisodes 4 et 5)

- Jonathan Bailey dans :
  - La Chronique des Bridgerton (depuis 2020) : Lord Anthony Bridgerton
  - Fellow Travelers (2023) : Timothy « Tim » Laughlin (mini-série)
  - Heartstopper  (2024) : Jack Maddox (saison 3)

- Will Estes dans :
  - Réunion : Destins brisés (2005-2006) : Will Malloy (13 épisodes)
  - Blue Bloods (2010-2024) : James « Jamie » Reagan (en) (275 épisodes)

- Justin Bruening dans : 
  - Le Retour de K 2000 (2008-2009) : Mike Traceur
  - Ringer (2011-2012) : Tyler Barrett

- Rhys Coiro dans : 
  - 24 Heures chrono (2009) : Sean Hillinger
  - Ray Donovan (2017) : Rob Heard

- Eoin Macken dans :
  - Merlin (2010-2012) : Gauvain
  - Nightflyers (2018) : Karl D'Branin

- Gwilym Lee dans :
  - Inspecteur Barnaby (2013-2016) : le sergent Charlie Nelson (15 épisodes)
  - The Great (2020) : Grigor Dymov (1 épisode)

- Scott William Winters dans :
  - Borgia (2011-2014) : le cardinal Raffaele Sansoni Riario (25 épisodes)
  - L'Arme fatale (2017) : Luke Barton (saison 1, épisode 11)

- James Franco dans :
  - RIP : Fauchés et sans repos (2015) : Johnny (saison 2, épisode 11)
  - Angie Tribeca (2016) : le sergent Eddie Pepper (6 épisodes)

- Saamer Usmani dans :
  - Reign : Le Destin d'une reine (2015-2017) : Martin (3 épisodes)
  - Le Problème à trois corps (2024) : Raj Varma

- Kyle Soller dans :
  - Poldark (2015-2018) : Francis Poldark (14 épisodes)
  - Bodies (2023) : Edmond Hillinghead (mini-série)

- Aaron Ashmore dans :
  - Killjoys (2015-2019) : John Jaqobis (50 épisodes)
  - SkyMed (2022) : Wheezer

- Matt Smith dans :
  - The Crown (2016-2017) : Philip Mountbatten (20 épisodes)
  - House of the Dragon (depuis 2022) : le prince Daemon Targaryen

- Emun Elliott dans :
  - Secret médical (en) (2017) : Andy Brenner (4 épisodes)
  - The Rig (2023) : Leck Longman

- Franco Lo Presti dans : 
  - Bad Blood (2018) : Luca Cosoleto (saison 2)
  - Les Wedding Planners (en) (2020) : Aldo (saison 1, épisode 2)

- Ebon Moss-Bachrach dans :
  - NOS4A2 (2019-2020) : Chris McQueen
  - The Bear (depuis 2022) : Richard « Richie » Jerimovich

- Stephen Campbell Moore dans :
  - La Guerre des mondes (2019-2021) : Jonathon Gresham (15 épisodes)
  - Masters of the Air (2024) : le major Marvin « Red » Bowman (mini-série)

- Wilson Bethel dans :
  - All Rise (2019-2023) : Mark Callan (58 épisodes)
  - Une nature sauvage (2025) : Shane Maguire

- Rupert Friend dans :
  - Anatomie d'un scandale (2022) : James Whitehouse (mini-série)
  - High Desert (2023) : Guru Bob (8 épisodes)

- Conrad Ricamora dans :
  - How to Die Alone (2024) : Rory
  - Dying for Sex (2025) : « Mon toutou » (mini-série)

- Sam Claflin dans :
  - Daisy Jones and The Six (2023) : Billy Dunne (mini-série)
  - Le Comte de Monte-Cristo (2025) : Edmond Dantès (mini-série)

- 2002-2005 : Un, dos, tres : Pedro Salvador (Pablo Puyol)
- 2005 : Into the West : Jacob Wheeler Jr. (Tyler Christopher) (mini-série)
- 2005 : New York 911 : l'officier Manny Santiago (Manny Pérez)
- 2005 : Veronica Mars : Norris (Theo Rossi) (saison 1, épisode 18)
- 2005-2006 : Half and Half : Chase (Lamman Rucker (en))
- 2006 : Deadwood : Shaughnessy (Dan Hildebrand (en))
- 2006-2007 : Day Break : Fencik (Joe Nieves (de))
- 2006-2007 : How I Met Your Mother : Scooter (David Burtka) (1re voix, saisons 1 et 2)
- 2006-2010 : Les Experts : Manhattan : Shane Casey (Edward Furlong)
- 2007 : Brothers and Sisters : Jonathan Sellers (Matthew Settle) (5 épisodes)
- 2007 : Cane : La Vendetta : Henry Duque (Eddie Matos (en))
- 2008 : The Palace : Neil Haslam (Russell Bright)
- 2008-2010 : Romanzo criminale : le commissaire Nicola Scialoja (Marco Bocci (it)) (22 épisodes)
- 2009 : Les Mystères d'Eastwick : Raymond Gardener (Jon Bernthal)
- 2009 : The Killing : Ulrik Strange (Mikael Birkkjaer)
- 2009 : Hawthorne : Infirmière en chef : Nick Mancini (Adam Garcia)
- 2011 : Grey's Anatomy : Josh Englander (Jason Gray-Stanford) (saison 7, épisode 15)
- 2011 : Body of Proof : Éric Singletone (Alex Candese) (saison 1, épisode 2)
- 2012 : Sons of Anarchy : Warren (Joel McHale) (saison 5, épisodes 6 et 7)
- 2012 : American Wives : Dr Blake Hanson (Jason Pendergraft)
- 2012 : Grimm : Arthur Jarvis (David Clayton Rogers (en)) (saison 1, épisode 20)
- 2013 : Burn Notice : Greyson Miller (Wayne LeGette) (saison 6, épisode 5)
- 2013 : 666 Park Avenue : Harlan Moore (Richard Short (en))
- 2013 : Double Jeu : Julian Bowers (Wes Brown)
- 2013 : Peaky Blinders : Danny « Whizz-Bang » Owen (Samuel Edward-Cook (en))
- 2013 / 2019 : The Walking Dead : Tomas (Nick Gomez) (saison 3, épisode 2) et Frank (Steve Kazee) (saison 9, épisode 10)
- 2014 : Homeland : Yousef Turani (Jared Ward) (saison 3)
- 2014 : True Detective : le lieutenant Thomas Papania (Tory Kittles) (saison 1)
- 2014 : The Client List : Derek Malloy (Rob Mayes) (saison 2)
- 2014 : True Blood : Kazuo « M. Gus » Ryuichi (Will Yun Lee)
- 2014 : Being Human : Mark (James A. Woods (en))
- 2014 : Marvel : Les Agents du SHIELD : Chan Ho Yin / Scorch (Louis Ozawa Changchien) (saison 1, épisode 5)
- 2014-2015 : Dominion : Michael (Tom Wisdom)
- 2014-2017 : Hand of God : Gilbert McCauley (Anthony Starke)
- 2015 : The Messengers : l'Homme / le Diable (Diogo Morgado)
- 2015 : The Affair : Bradley (Frank De Julio) (saison 2, épisode 7)
- 2015 : False Flag : Yuval Harari (Roy Assaf (en)) (8 épisodes)
- 2015 : The Last Kingdom : Ubba (Rune Temte) (saison 1)
- 2015-2016 : The Grinder : Dean Sanderson (Rob Lowe)
- 2015-2016 : New York, unité spéciale : Mike Dodds (Andy Karl)
- 2015-2016 : Younger : Thad Weber / Chad Weber (Dan Amboyer) (15 épisodes)
- 2015-2017 : Sense8 : Joaquin Flores (Raúl Méndez)
- 2015-2017 : Versailles : Monsieur Philippe d'Orléans (Alexander Vlahos) (30 épisodes)
- 2015-2018 : Vikings : Æthelwulf de Wessex (Moe Dunford) (2e voix, saisons 3 à 5)
- 2015-2018 : Le Maître du Haut Château : Frank Frink (Rupert Evans)
- 2016 : Heroes Reborn : Carlos Gutierrez / El Vengador (Ryan Guzman) (mini-série)
- 2016 : Penny Dreadful : Dr Henry Jekyll (Shazad Latif) (saison 3)
- 2016 : Agent Carter : Dr Jason Wilkes (Reggie Austin (en)) (saison 2)
- 2016 : Reine du Sud : Russell (Will Beinbrink) (saison 1)
- 2016 : Eyewitness : Angel (Joel Thomas Hynes (en))
- 2016 : Indian Summers : Charlie Havistock (Blake Ritson)
- 2016 : Shoot the Messenger (en) : Simon Olenski (Lucas Bryant)
- 2016-2019 : Easy : Matt (Evan Jonigkeit) (4 épisodes)
- 2016-2019 : Gotham : Dr Jervis Tetch / le Chapelier fou (Benedict Samuel (en)) (24 épisodes)
- 2016-2020 : The A Word : Eddie Scott (Greg McHugh (en)) (16 épisodes)
- 2016-2021 : Harry Bosch : Luke « Lucky » Rykov (Matthew Lillard) (9 épisodes)
- 2017 : Pure Genius : Dr Scott Strauss (Ward Horton)
- 2017 : Mindhunter : Benjamin Barnwright (Joseph Cross)
- 2017 : Midnight, Texas : Ross Wheeler (Eli Goodman (en))
- 2017 : Taken : Dan Gylnn (Gord Rand (en))
- 2017-2018 : Atypical : Miles (Michael Rady)
- 2017-2018 : iZombie : Chase Graves (Jason Dohring) (15 épisodes)
- 2017-2020 : Greenhouse Academy : Carter Woods (Ishai Golan (en)) (22 épisodes)
- 2018 : Troie : La Chute d'une cité : Hector (Tom Weston-Jones (en)) (mini-série)
- 2018 : Élite : Martín (Jorge Suquet) (6 épisodes)
- 2018 : The Path : Harold (William Popp)
- 2018 : Fugitiva (es) : Tobias Romano (José Manuel Poga)
- 2018 : Brooklyn Nine-Nine : Melvin « Vin » Stermley (David Fumero)
- 2018 : La Vérité sur l'affaire Harry Quebert : Douglas Claren (Matthew Raudsepp)
- 2018 : Le Protecteur d'Istanbul : Orkun Akın (Fatih Dönmez)
- 2018 : Das Boot : Karl Tennstedt (August Wittgenstein) (mini-série)
- 2018 : UnREAL : Tommy Castelli (François Arnaud)
- 2018 : Si je ne t'avais pas rencontrée : Òscar (Javier Beltrán) (10 épisodes)
- 2019 : Poursuis tes rêves : Ramiro (Gastón Ricaud)
- 2019 : Lucifer : Maury Novak (Dave Davis) (saison 4, épisode 2)
- 2019 : Black Mirror : David Gilkes (Daniel Ings) (saison 5, épisode 2)
- 2019 : Les Périls de l'amour : Fabrizio Ramírez (Jason Day (es))
- 2019 : Il Processo (it) : Claudio Cavalleri (Michele Morrone)
- 2019 : V Wars : Dr Luther Swann (Ian Somerhalder)
- 2019 : Legacies : Ryan Clarke (Nick Fink) (10 épisodes)
- 2019-2020 : Tell Me a Story : Brendan (Harry Shum Jr.)
- 2019-2020 : Alta Mar : Sebastián de la Cuesta (Tamar Novas)
- 2019-2020 : Coisa Mais Linda : Chico Carvalho (Leandro Lima)
- 2019-2020 : Kingdom : le prince Yi Chang (Ju Ji-hoon) (12 épisodes)
- 2019-2023 : Barry : Leo Cousineau (Andrew Leeds) (12 épisodes)
- 2019-2023 : Good Omens : Aziraphale (Michael Sheen) (12 épisodes)
- depuis 2019 : Hudson et Rex : l'inspecteur Charlie Hudson (John Reardon (en)) (84 épisodes - en cours)
- 2020 : Devils : Li Acheng (Nicholas Goh) (saison 1, épisodes 2 et 10)
- 2020-2021 : This Is Us : Jordan Martin Foster (Stephen Friedrich) (saison 5, épisodes 4, 7 et 14)
- 2020-2021 : The Good Fight : Caleb Garlin (Hugh Dancy) (saison 4, épisodes 3 à 5 puis saison 5, épisode 2)
- 2020-2023 : Perry Mason : Hamilton Burger (Justin Kirk) (11 épisodes)
- 2021 : L'Empire du bling (en) : lui-même (Andrew M. Gray) (téléréalité)
- 2021 : Les Irréguliers de Baker Street : Alan Crawley (Pip Carter (en)) (épisode 3)
- 2021 : Hit and Run : Ron Sharon (Gal Toren) (9 épisodes)
- 2021 : Good Girls : Gene (Niko Nicotera (en)) (saison 4)
- 2021 : The Bite (en) : Brian Ritter (Will Swenson) (mini-série)
- 2021 : Y, le dernier homme : Vijay Singh (Ali Badshah (en)) (épisode 1)
- 2021 : 50 m² (tr) : Gölge (Engin Öztürk (en))
- 2021 : Les Enquêtes de Vera : Ewan Webster (Ian Bonar) (saison 11, épisode 1)
- 2021-2022 : Le Mystérieux Cercle Benedict : M. Benedict / M. Curtain (Tony Hale) (16 épisodes)
- 2021-2022 : Big Sky : Travis Stone (Logan Marshall-Green) (18 épisodes)
- depuis 2021 : Foundation : Frère au Grand Jour, empereur de la galaxie (Lee Pace)
- 2022 : After Life : Charles (Graham Dickson) (saison 3, épisode 3)
- 2022 : Yakamoz S-245 : Arman (Kıvanç Tatlıtuğ)
- 2022 : Money Heist : Korea – Joint Economic Area : le capitaine Cha Moo-hyuk (Kim Sung-oh (en))
- 2022 : Tokyo Vice : Shinzo Tozawa (Ayumi Tanida)
- 2022 : Une affaire privée : Pablo Zarco (Gorka Otxoa (es))
- 2022 : Slow Horses : Arkady Pashkin (Alec Utgoff) (saison 2)
- 2022 : See : Ranger (Michael Raymond-James) (saison 3)
- 2022 : The Fabulous (en) : Thierry Henry (Lim Gi-hoong)
- 2022 : Only Murders in the Building : Benjamin « Ben » Glenroy (Paul Rudd) (1re voix - saison 2, épisode 10)
- 2022[n 3] : Héros fragile : Kim Gil-soo (Na Cheol) (saison 1)
- 2022[n 4]-2025 : Gannibal : Keisuke Gotō (Shō Kasamatsu) (15 épisodes)
- depuis 2022 : Entretien avec un vampire : Lestat de Lioncourt (Sam Reid)
- depuis 2022 : Le Chemin de l'olivier : Toprak (Murat Boz)
- 2023 : Silo : Hank (Billy Postlethwaite (en)) (5 épisodes)
- 2023 : Hijack : Hugo (Harry Michell)
- 2023 : Opérations Spéciales : Lioness : Kyle (Thad Luckinbill) (saison 1, épisode 3)
- 2023 : Sex Education : Sean Wiley (Edward Bluemel (en)) (2e voix, saison 4)
- 2023 : Le Continental : D'après l'Univers de John Wick : Frankie (Ben Robson (en)) (mini-série)
- 2023 : Sous la neige (de) : Matthi Hofer (Robert Stadlober)
- 2023 : Sweet Home : Peter [Qui ?] (saison 2)
- 2023 : Poker Face : Trey Mendez (Joseph Gordon-Levitt) (saison 1, épisode 9)
- 2023 : Sissi : Gustav (Max Hubacher) (saison 3)
- depuis 2023 : Will Trent : Will Trent (Ramón Rodríguez)
- 2024 : Meurtres et Autres Complications : Tripp (Jack Cutmore-Scott)
- 2024 : Fallout : le shérif Troy (Russell Ewing) (saison 1, épisode 6)
- 2024 : Merci et au suivant ! : Sarp (Ahmet Rıfat Şungar (tr))
- 2024 : Nautilus : le capitaine Billy Millais (Luke Arnold)
- 2024 : Miss Scarlet, détective privée (en) : Delaware (Al Weaver) (saison 4, épisode 1)
- 2025 : Cassandra : Horst Schmitt (Franz Hartwig (de))
- 2025 : The Studio : Parker Finn (Parker Finn (en)) (saison 1, épisode 5)
- 2025 : Alien: Earth : Kirsh (Timothy Olyphant)
- 2025 : Butterfly (en) : Gun (Kim Ji-hoon)

#### Séries d'animation
- 1995-1996[n 5] : Neon Genesis Evangelion : Ryôji Kaji
- 2001-2002 : X : Fuma Monō
- 2003-2005 : Bobobo-bo Bo-bobo : l'acolyte de Don Patch
- 2004-2005 : Samurai champloo : voix additionnelles
- 2005 : Basilisk : Gennosuke Koga
- 2008-2015 : Les Pingouins de Madagascar : Kowalski
- 2012 : Comment dessiner ? : Zep (création de voix)
- 2015-2016 : Vixen : le professeur Macalester
- 2016 : Pokémon Générations : Eusine
- 2018 : Back Street Girls : le détective privé
- 2019 : Love, Death and Robots : le jeune homme (saison 1, épisode 12)
- 2019[n 6] : Demon Slayer: Kimetsu no Yaiba : Enmu
- depuis 2019 : Undone : Sam
- 2020 : Dorohedoro : Shin
- 2021 : Resident Evil: Infinite Darkness : Leon S. Kennedy
- 2021-2024 : Star Wars: The Bad Batch : Roland Durand (saison 1, épisode 13 ; saison 3, épisode 2)
- 2021 : Star Wars: Visions : Tsubaki (saison 1, épisode 9)
- 2021-2022 : Shaman King : Marco
- 2021-2022 : JoJo's Bizarre Adventure : Stone Ocean : Weather Forecast
- 2022 : Cyberpunk: Edgerunners : Katsuo
- 2022 : Tales of the Jedi : le sénateur Larik
- 2023 : Skull Island (en) : Hiro
- 2023 : Link Click : Xiao Li
- 2023 : Pluto : Pluto
- 2024 : Good Times (en) : Elon
- 2025 : Moonrise (en) : Georg Landry

### Jeux vidéo
- 2014 : The Crew : Shiv
- 2015 : Until Dawn : Josh[n 7]
- 2015 : Assassin's Creed Syndicate : Henry Green
- 2015 : Tom Clancy's Rainbow Six: Siege : Echo
- 2015 : Final Fantasy XIV: Heavensward : Artoirel de Fortemps
- 2016 : Final Fantasy XV : Noctis Lucis Caelum
- 2016 : The Witcher 3: Wild Hunt – Blood and Wine : Giacomo Cianfanelli et le professeur Tomas Moreau
- 2017 : Assassin's Creed Origins : Aristo, Pompée le grand et voix additionnelles
- 2017 : Star Wars Battlefront II : voix additionnelles
- 2018 : Kingdom Come: Deliverance : le seigneur Istvan Toth
- 2018 : Far Cry 5 : Dr Charles Lindsey
- 2018 : Lego Les Indestructibles : Helectrix
- 2018 : Thronebreaker: The Witcher Tales : Gascon Brossard
- 2019 : Resident Evil 2 : Leon S. Kennedy
- 2019 : Rage 2 : Klegg Clayton
- 2019 : Death Stranding : voix additionnelles
- 2020 : Ghost of Tsushima : Keheiji, Sadao, Hochi et voix additionnelles
- 2020 : Fuser : Dissentor
- 2020 : Assassin's Creed Valhalla : Galinn
- 2021 : Deathloop : Charlie Montague
- 2022 : Gotham Knights : voix additionnelles
- 2022 : The Chant : Tyler
- 2023 : Resident Evil 4 : Leon S. Kennedy
- 2023 : Diablo IV : Vigo
- 2024 : Star Wars Outlaws : voix additionnelles

## Voix off

### Publicités
- Lysopaïne (depuis 2023)
- Magnum (2024)
- Fondation Ronald McDonald (2024)
- Sodastream (2024)
- Générale d'Optique
- L'Oréal Paris
- Fructis
- Lustucru
- Red Bull
- Lacoste
- Tassimo
- Apple
- CIC
- Macif
- Nissan
- Le Parfait
- Tropicana Pure Premium (2015)
- Pub Seat